# Dua Lipa
Dua Lipa (London, 1995. augusztus 22. –) háromszoros Grammy-díjas koszovói-albán származású angol énekes, dalszerző és színész. Miután modellként dolgozott, 2015-ben leszerződött a Warner Records kiadóval, 2017-ben pedig kiadta önmagáról elnevezett debütáló stúdióalbumát. Az album harmadik lett a brit albumeladási listán, és kilenc kislemezt adtak ki róla, köztük a Be the One-t, az IDGAF-et, és a brit kislemezlistán első, amerikában pedig hatodik helyet elért New Rulest. 2018-ban Lipa Brit Awards díjat kapott a „Legjobb brit női szóló előadó” és a „Legjobb brit új előadó” kategóriákban.
2018 áprilisában adta ki Calvin Harrisszel közös One Kiss című kislemezét, mely a brit slágerlista csúcsára került, és az év legtovább első helyezett dala lett női előadótól. 2019-ben a Brit Awardson az év dalának választották. Még ebben az évben Grammy-díjat kapott mint „Legjobb új előadó”, továbbá szintén elnyerte a „Legjobb dance felvételnek” járó elismerést a Silk City-vel közös Electricity című daláért. A kislemezek sikere révén az önmagáról elnevezett albuma a Spotify egyik legtöbbet streamelt lemeze lett, és világszerte platinalemez státuszt ért el. Második nagylemeze Future Nostalgia címmel 2020 márciusában jelent meg, és széleskörben kritikailag elismert lett; Lipa hat Grammy-jelölést kapott érte, köztük az „Év albuma” kategóriában is. Először sikerült a lemezzel a brit albumeladási lista első helyére kerülnie, és négy kislemez is az albumról az első tízbe került, köztük a Physical és a Break My Heart is. Az első kislemezként kiadott Don’t Start Now 2020 egyik legsikeresebb dala lett kereskedelmi szempontból. Második lett a brit kislemezlistán és az amerikai Billboard Hot 100-on. Emellett az év végi összesített Hot 100-as lista negyedik pozícióját szerezte meg, amivel az év legsikeresebb dala lett női előadótól az Egyesült Államokban. Második stúdióalbumáról jelent meg Levitating című slágere is, mely az Egyesült Államokban és az Egyesült Királyságban is az első öt közé került a kislemezlistákon.
Lipa karrierje során számos elismerést kapott, köztük három Grammy-díjat, három Brit Awardsot, két MTV Europe Music Awardsot, egy MTV Video Music Awardsot és egy American Music Awardsot is kiérdemelt. 2020-ban a Billboard átadta neki a Powerhouse Award elismerésüket, melyet azon női előadóknak adnak, akik dominálták az adott évet az eladások, rádiós játszások és streaming-adatok tekintetében egyaránt.

## Élete korai szakasza
Dua Lipa 1995. augusztus 22-én született Londonban a koszovói-albán származású Dukagjin Lipa és Anesa Lipa (leánykori nevén Rexha) első gyermekeként. Testvérei: Rina Lipa és Gjin Lipa. Szülei a jugoszláviai (ma koszovói) Pristinából származnak, és muszlim háttérrel rendelkeznek. Az anyai ági nagymamáján keresztül Lipa  bosnyák származású. Apai ágon nagyapja, Seit Lipa a Koszovói Történettudományi Intézet történésze volt, és szívinfarktusban hunyt el 1999-ben. Édesapja fogorvosnak készült, azonban 1991-ben Jugoszláviában betiltották az albán nyelvű oktatást a Pristinai Egyetemen, emiatt Bosznia-Hercegovinába utazott, hogy a Szarajevói Egyetemen folytassa tanulmányait. Az ország polgárháborús helyzete miatt két hónapot az ostrom alatt álló Szarajevóban töltött. Lipa szülei 1992-ben a szarajevói ostrom alatt menekültként Londonba költöztek Camden kerületbe. Itt mindketten pincérként tudtak elhelyezkedni éttermekben és bárokban. Lipa édesapja később marketinget tanult, és egy zenei fesztiválok működtetésével foglalkozó cégnél kapott állást. Lipa édesanyja, Anesa jogot tanult, majd miután Londonba emigrált, a turizmusban találta meg helyét. Házasságukból még két gyermekük született: Rina 2001 májusában, Gjin pedig 2005 decemberében látta meg a napvilágot. Nővérükkel West Hampsteadben nőttek fel.
Lipát édesapja zenei ízlése inspirálta, aki az Oda nevű koszovói rockegyüttes énekese és gitárosa volt, amely 1998-ban oszlott fel az utolsó, 1998 című albumuk megjelenését követően. Dukagjin otthon előszeretettel játszotta el saját szerzeményeit, illetve olyan népszerű előadók dalait, mint David Bowie, Bob Dylan, a Radiohead, Sting, a The Police és a Stereophonics. Ebben a családi környezetben Lipa ötévesen kezdett énekelni. A következő évben nagy hatást gyakorolt rá Nelly Furtadótól a Whoa, Nelly! Pinktől pedig a  Missundaztood című album, amelyekről azt mondta, hogy „fontos részei az életének” és „nagyon jelentősek számára”. Ezen kívül még olyan előadókat emelt ki, mint Christina Aguilera, a Destiny’s Child, Kendrick Lamar, Chance the Rapper, Schoolboy Q, ASAP Rocky, Prince, Blondie, a Jamiroquai, a Moloko, Missy Elliott és Madonna.
Általános iskolai tanulmányait a Fitzjohn’s Primary Schoolban kezdte, ahol csellózni is tanult, de úgy érezte, hogy kis termete miatt nem neki való. Jelentkezését az iskolai énekkarba elutasították, mert a „hangja túl mély volt” a magas hangokhoz, tanára pedig azt mondta neki, hogy „nem tud énekelni”. Kilencéves korától fogva hétvégente a Sylvia Young Theatre Schoolba járt énekleckéket venni, ahol tanára, Ray segített neki fejleszteni a hangját, és neki köszönhetően ébredt rá, hogy énekesnő szeretne lenni. Lipa erről azt mondta, hogy a férfi „meglátott benne valamit”, és idősebb diákok előtt énekeltette, amitől megjött az önbizalma. Miután 11 éves korában elvégezte az iskolát, családjával együtt visszaköltözött Pristinába Koszovó függetlenségének kikiáltását követően.

### Költözés Pristinába
Elsősorban azért költöztek Koszovó fővárosába, mert marketing vállalkozó édesapja, Dukagjin Pristina Bregu i Diellit nevű kerületében, ahol felnőtt, egy marketing kommunikációs ügynökséget alapított. Lipa nagyon várta a költözést, és mikor megérkeztek Pristinába, „elbűvölte” a főváros „közössége és biztonságérzete”. Hamar sikerült megbarátkoznia az új környezettel köszönhetően édesanyja ismerőseinek is, akik gyakran meglátogatták őket Koszovóból mikor még Londonban laktak. Lipa nagyon szeretett volna ugyanabba az iskolába járni mint az ismerőseik gyerekei, amit a szülei is támogattak.
Lipának a helyi nyelvvel sem volt sok nehézsége, mivel az albán az anyanyelve, és otthon a szüleivel kicsi kora óta rendszeresen albánul beszélgetett, azonban írni és olvasni nem tudott folyékonyan. Egy interjúban fontosnak tartotta kihangsúlyozni, hogy „sokkal biztonságosabb” a város mint London, mert felnőtt kíséret nélkül járhatott iskolába. A Mileniumi i Tretë iskolába járt Pristinában, ahol jobban megismerte az albán nyelvet, és több iskolai rendezvényen is felléphetett, ami megerősítette elhatározását amellett, hogy zenei karrierbe akar fogni. Két évvel idősebb gyerekekkel járt egy osztályba köszönhetően annak, hogy Koszovóban a brithez képest más az iskolarendszer. Többet megtudott a koszovói háborúról is, ami ugyan a családját kevésbé érintette, az osztálytársait és legjobb barátait azonban igen, akiknek a helyzetét „nagyon szomorúnak” és „szörnyűnek” nevezte.
Lipa koszovói tartózkodásával egyidőben tettek egyre nagyobb népszerűségre szert az észak-amerikai rap előadók, akik rendszeresen fel is léptek az országban, ez pedig hatással volt a zenei stílusára. Ezen kívül édesapja munkája révén több ilyen koncert szervezésében részt vett, így juthatott el élete első koncertjére, amit a Method Man & Redman adott. Lehetősége volt ellátogatni Snoop Dogg, Busta Rhymes, és 50 Cent koncertekre is; utóbbival kapcsolatban rendkívül lelkes volt, és élete legemlékezetesebb koncertélményének nevezte. Habár nagyon szeretett Pristinában élni, Lipa az egész világon ismertté szeretett volna válni, Koszovóban pedig úgy érezte, hogy erre nem lesz lehetősége, így úgy döntött, hogy visszaköltözik Londonba.

### Visszatérés Londonba
Szülei egyik ismerősének lánya épp az angol fővárosba tervezett költözni tanulmányai miatt, így Lipa kapott az alkalmon, és csatlakozott hozzá. A szülők sokkal nyugodtabban engedték Londonba költözni így, hogy nem egyedül indult útnak. 15 évesen, mikor visszatért Londonba, először Kilburnben lakott, majd nem sokkal később Camdenbe költözött, és a Parliament Hill Schoolban kezdte meg középiskolai tanulmányait, ahol jelesre vizsgázott politikából, pszichológiából, angolból és médiából is. Habár szülei nem ösztönözték zenei karrierje beindításában, úgy döntött hogy nem folytatja tanulmányait egyetemi szinten, hogy koncentrálhasson énekesi pályájára. 14 évesen írta meg első dalát Lions & Tigers & Bears címmel, melyet az Óz, a csodák csodája (1939) inspirált, és 2012 februárjában feltöltötte SoundCloud oldalára első demójaként. Lipa elmondta, hogy nagyban inspirálta Justin Bieber YouTube-on keresztüli felfedezése, így ő is hasonló utat próbált bejárni. Első állását 16 évesen végezte eladóként, majd szórakozóhelyeken is dolgozott. Hogy fizetni tudja a lakbért, pincérnőként kezdett dolgozni Sohóban a La Bodega Negra mexikói étteremben, hostesskedett Mayfairben egy éjszakai bárban, majd modellként dolgozott a ruhákat és sminktermékeket forgalmazó ASOS-nál. Modellkarrierje során egy ügynökség arra kérte, hogy fogyjon le néhány kilót ahhoz, hogy kifutón is szerepelhessen, erre azonban nem volt hajlandó, mert számára a modellkedés csak azért volt fontos, hogy kapcsolatokat szerezzen a zenei karrierje beindításához. Élete ezen szakasza inspirálta a 2016-ban megjelent Blow Your Mind (Mwah) című kislemezét. Elkezdte feldolgozásait közzéttenni a YouTube-on olyan dalokból, mint Alicia Keystől az If I Ain’t Got You és Christina Aguilerától a Beautiful.
Habár videói nem lettek túl sikeresek, portfólióját magával vitte olyan szórakozóhelyekre, mint a KOKO annak reményében, hogy megmutathassa olyan embereknek, akik a zeneiparban dolgoznak. Nem tervezte modellpályafutását tovább folytatni, mégis elfogadta a Topshop megkeresését, hogy így többen megismerhessék. Ezután keresték meg egy modellügynökségtől, akikkel leszerződött, és egy „énekesnői” szerepet kapott a 2013-as The X Factor egyik televíziós reklámjában. Így sikerült megismerkednie egy producerrel, aki annak idején a One Directionnel és Ed Sheerannel dolgozott, és felajánlott neki egy szerződést. Lipa felkeresett egy ügyvédet a szerződéssel kapcsolatban, aki bemutatta a Warner Bros egyik menedzserének, majd találkozott Lana Del Rey képviselőjével, Ben Mawsonnal. Mawson segített neki, hogy megállapodást köthessen a TAP Managementtel, így pedig számos producerrel kapcsolatba került, többek közt Emile Haynie-vel, Andrew Wyatt-tel és Stephen Kozmeniukkal. Először Lipa fontosabbnak tartotta, hogy „megtalálja” hangzását, mint hogy szerződést kössön egy kiadóval; olyan hangzást szeretett volna, amilyen J. Cole rapper és Nelly Furtado közti átmenet lenne, azonban a producerek reakciója nem volt túlzottan pozitív. Ennek ellenére miután megírta a Hotter than Hellt, aminek a produceri munkája még csak zongorából és dobhangokból állt, megtetszett neki a dal „sötét hangulata”. Ez a dal segített neki, hogy lemezszerződést kapjon, amelyet 2014-ben a Warner Brosszal kötött. Bemutatkozó kislemeze, a New Love 2015 augusztusának végén jelent meg, és pozitív véleményeket váltott ki a zenekritikusokból, akik közül Lindsey Weber a The Fader magazintól „mély és érett” hangját Joss Stoné-hoz és Lady Gagáéhoz hasonlította. Azonban ahhoz, hogy szélesebb tömegekhez is eljusson zenéjével, 2015 októberéig kellett várnia, mikor kiadta következő kislemezét, a Be the One-t.

Láttunk előadókat, akik 10 dalszerzői munkamenetből egy félig-meddig jó dalt hoztak össze. Dua esetében ötből egy, vagy négyből egy bombasláger. Másokból is képes kiváltani az eredményeket, mert a személyisége annyira megnyerő, és olyan karizmatikus. Határozottan van benne valami különleges.
– Ben Mawson Lipa dalszerzői tehetségéről

## Pályafutása

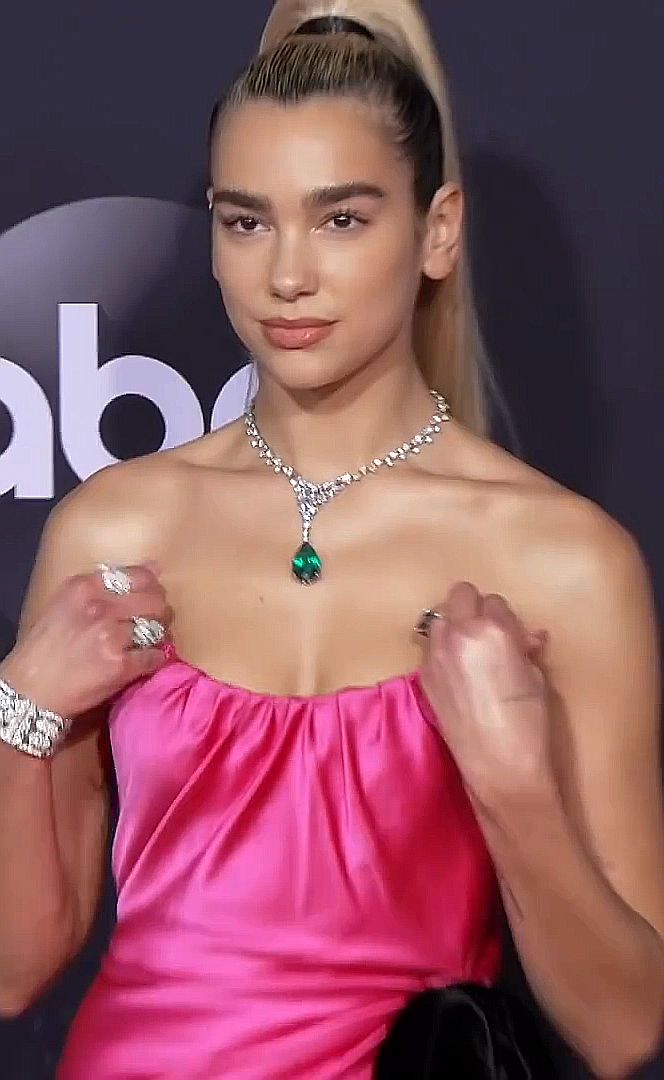
Lipa az American Music Awards díjátadó gálán, 2019.

### 2013–2018: A kezdet és aDua Lipaalbum
2015-ben Dua első albumán kezdett el dolgozni a Warner Bros. Records-nál. Augusztusban meg is jelentette első számát, a New Love-ot, majd pár hónappal később újabb szám jelent meg az albumáról, a Be The One, melyről így nyilatkozott: "A 'Be The One' az egyetlen dal az albumon, amit nem én írtam... de muszáj volt felvennem, nagyon szeretem ezt a számot!" A dal kezdetben egész Európában, majd a világ többi táján is hatalmas sikereket ért el. Dua úgy véli, hogy az ő zenei stílusa "sötét pop".
2016. február 18-án kiadta a 3. dalát, a Last Dance-t, amit a Hotter Than Hell követett májusban. Később az ötödik dala, a Blow Your Mind (Mwah) is megjelent. Ez a szám az énekes első dala volt, ami bekerült az amerikai Billboard Hot 100-ba. Ugyanezen év novemberében Sean Paul megjelentette legújabb kislemezét, a No Lie-t, melyen Dua Lipával együtt énekel. Decemberben egy dokumentumfilm látott napvilágot az énekesnőről a Fader magazin által. A kisfilm a See In Blue nevet kapta.
2017 januárjában Martin Garrix-szel működött közre egy dal erejéig, ami a Scared To Be Lonely címet viseli. Június 2-án Duának megjelent debütáló albuma, melyet saját magáról nevezett el.
2018. október 19-én jelenik meg bővített változata a debütáló albumának, melyen 3 új dal (Want To, Running, Kiss and Make up) és 5 kiadott közreműködés kap helyet, mint például a Scared to be Lonely, No Lie, Electricity.
Dua a 2018-as Sziget Fesztiválon főelőadóként lépett fel olyan neves zenészek mellett, mint Kendrick Lamar és Lana Del Rey.

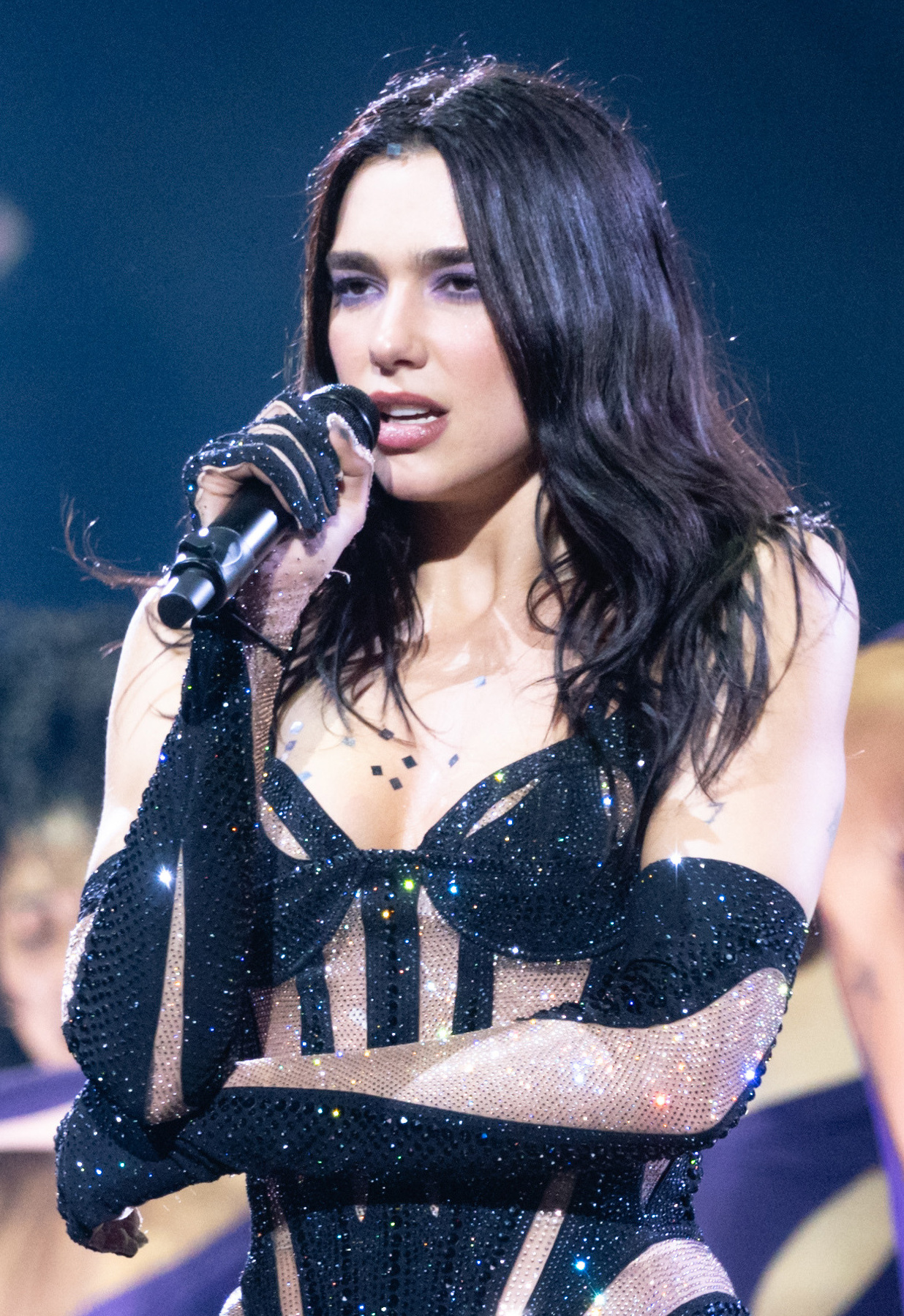
Lipa fellépése a Future Nostalgia Tour-on, 2022. május

### 2019–2022:Future Nostalgia
2019-ben ő lett a Yves Saint Laurent új női illatának, a Libre-nek a kampányarca.
2019-ben a Pepe Jeans márka arca lett, azóta három kollekciójuk is megjelent.
2020-ban megjelent második nagylemeze a Future Nostalgia amit már több mint  2 milliárdszor streameltek a Spotify-on.
Első albumát a Dua Lipa-t 2020-ban már több mint 7 milliárdszor streamalték, ami a legjobban streamelt női album a Spotify-on.
2020 augusztus 28-án jelent meg Club Future Nostalgia című remixalbuma olyan előadókkal, mint Madonna és Missy Elliott.
2020 novemberében megjelent a Miley Cyrus-al közös dala a Prisoner ami Miley hetedik albumán kapott helyet.
2020 november 27-én online koncertet ad Studio2054 néven olyan hírességek közreműködésével mint Miley Cyrus, Kylie Minouge, J Balvin és FKA Twigs.
A 2021-es Grammy-re 6 kategóriában jelölték, köztük a 3 legfőbben, (Az Év Albuma, Az Év Dala, Az Év Felvétele) Beyoncé mögött ő a legtöbb jelölést szerzett előadó.
2021-ben kezdték forgatni Matthew Vaughn, a Kingsman-filmek rendezőjének új kémfilmjét, az Argylle: A szuperkémet, melyben feltűnik a popsztár is LaGrange szerepében (magyar hangja Mikecz Estilla), valamint a filmzenéhez is szolgáltat dalokat.

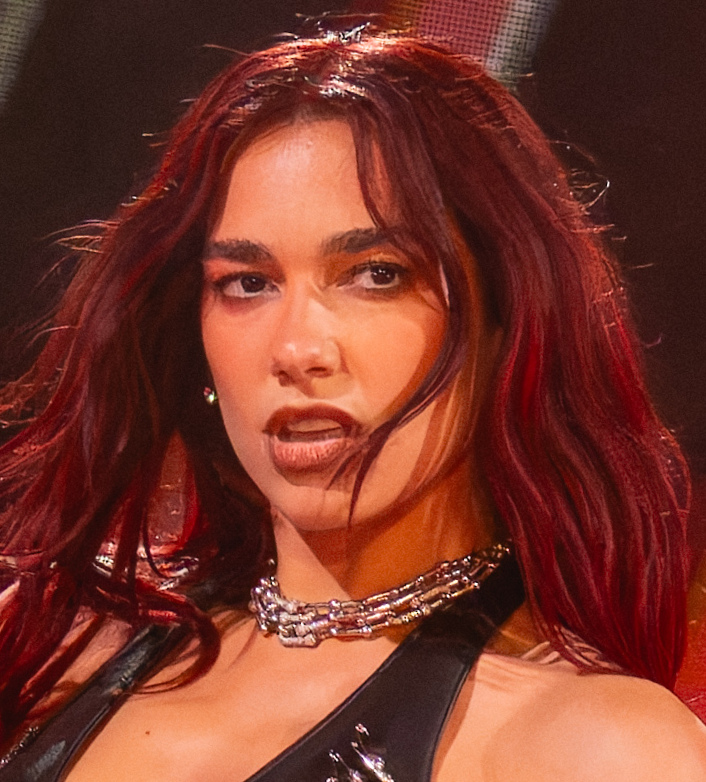
Lipa 2024-ben

### 2023-jelen:Barbieés harmadik stúdióalbuma, aRadical Optimism
2023. május 26-án Lipa kiadta a Dance the Night című dalt a Barbie (film) filmzenéjének vezető kislemezeként.
Színészként is debütált a filmben, és Barbie hableányt alakította (magyar hangja Cserna Lulu). 2023. november 1-jén jelentette be új kislemeze, a Houdini megjelenését, amely 2023. november 9-ére esett. A kislemez közelgő harmadik stúdióalbuma előfutára.
2024. január 25-én jelentette be új kislemezét, a Training Season-t, amely február 15-én jelent meg harmadik albumáról, melyet május 3-án adtak ki Radical Optimism címmel. A korong a 19. héten a MAHASZ Album Top 40 slágerlista élére került.

## Érdekesség
Karrierje egyik legszórakoztatóbb pillanata volt, amikor az Egyesült Államok egyik legnépszerűbb műsora, a The Wendy Williams Show házigazdája egy rövid hír erejéig az énekesnőről beszélt, de képtelen volt kimondani a nevét, és véletlenül Dula Peep-nek nevezte.
Sok rajongója hívja így azóta a világsztárt, aki nagyon viccesnek találta és megengedte nekik, hogy nyugodtan használják a becenevet. Arról is beszélt, hogy az albán eredetű Dua név a szerelmet jelenti és nagyanyja javaslatára kapta. Gyerekkorában nem kedvelte a nevet, hiszen kortársainak el kellett magyaráznia a név eredetét.

## Szerzői jogi per
2022. március 1-jén az Artikal Sound System reggae zenekar pert indított Lipa és kiadója, a Warner Records ellen szerzői jogok megsértése miatt, és hasonlóságokat állított a "Levitating" és a 2017-es "Live Your Life" című daluk között. 2023 júniusában a vádat ejtették. L. Russell Brown és Sandy Linzer dalszerzők második perében azt állították, hogy a "Levitating" megsértette az 1979-es "Wiggle and Giggle All Night" diszkó dalukat.

## Diszkográfia
Stúdióalbumok
- Dua Lipa (2017)
- Future Nostalgia (2020)
- Radical Optimism (2024)

## Videóklipek
| Cím                                      | Év   | További előadó(k)                         | Rendező(k)                  | Ref.    |
| ---------------------------------------- | ---- | ----------------------------------------- | --------------------------- | ------- |
| "New Love"                               | 2015 | nincs                                     | Nicole Nodland              | [ 67 ]  |
| "Be the One"                             | 2015 | nincs                                     | Nicole Nodland              | [ 68 ]  |
| "Last Dance"                             | 2016 | nincs                                     | Jon Brewer Ian Blair        | [ 69 ]  |
| "Hotter than Hell"                       | 2016 | nincs                                     | Emil Nava                   | [ 70 ]  |
| "Blow Your Mind (Mwah)"                  | 2016 | nincs                                     | Kinga Burza                 | [ 71 ]  |
| "Room for 2"                             | 2016 | nincs                                     | Vicky Lawton                | [ 72 ]  |
| "Be the One"                             | 2016 | nincs                                     | Daniel Kaufman              | [ 73 ]  |
| "No Lie"                                 | 2017 | Sean Paul                                 | Tim Nackashi                | [ 74 ]  |
| "Scared to Be Lonely"                    | 2017 | Martin Garrix                             | Blake Claridge              | [ 75 ]  |
| "Thinking 'Bout You"                     | 2017 | nincs                                     | Jake Jelicich               | [ 76 ]  |
| "Lost in Your Light"                     | 2017 | Miguel                                    | Henry Schofield             | [ 77 ]  |
| "New Rules"                              | 2017 | nincs                                     | Henry Schofield             | [ 78 ]  |
| "My Love"                                | 2017 | Wale Major Lazer Wizkid                   | ACRS                        | [ 79 ]  |
| "IDGAF"                                  | 2018 | nincs                                     | Henry Schofield             | [ 80 ]  |
| "One Kiss"                               | 2018 | Calvin Harris                             | Emil Nava                   | [ 81 ]  |
| "Electricity"                            | 2018 | Silk City                                 | Bradley & Pablo             | [ 82 ]  |
| "If Only"                                | 2018 | Andrea Bocelli                            | Gaetano Morbioli            | [ 83 ]  |
| "Swan Song"                              | 2019 | nincs                                     | Floria Sigismondi           | [ 84 ]  |
| "Don't Start Now"                        | 2019 | nincs                                     | Nabil Elderkin              | [ 85 ]  |
| "Physical"                               | 2020 | nincs                                     | Canada                      | [ 86 ]  |
| "Break My Heart"                         | 2020 | nincs                                     | Henry Scholfield            | [ 87 ]  |
| "Hallucinate"                            | 2020 | nincs                                     | Lisha Tan                   | [ 88 ]  |
| "Un Dia (One Day)"                       | 2020 | J Balvin Bad Bunny Tainy                  | Stillz                      | [ 89 ]  |
| "Levitating (The Blessed Madonna remix)" | 2020 | The Blessed Madonna Madonna Missy Elliott | Will Hooper                 | [ 90 ]  |
| "Levitating"                             | 2020 | DaBaby                                    | Warren Fu                   | [ 91 ]  |
| "Fever"                                  | 2020 | Angèle                                    | We are from L.A.            | [ 92 ]  |
| "Prisoner"                               | 2020 | Miley Cyrus                               | Alana O'Herlihy Miley Cyrus | [ 93 ]  |
| "We're Good"                             | 2021 | nincs                                     | Vania Heymann Gal Muggia    | [ 94 ]  |
| "Love Again"                             | 2021 | nincs                                     | Canada                      | [ 95 ]  |
| "Demeanor"                               | 2021 | Pop Smoke                                 | Nabil Elderkin              | [ 96 ]  |
| "Cold Heart (Pnau remix)"                | 2021 | Elton John                                | Raman Djafari               | [ 97 ]  |
| "Sweetest Pie"                           | 2022 | Megan Thee Stallion                       | Dave Meyers                 | [ 98 ]  |
| "Potion"                                 | 2022 | Calvin Harris Young Thug                  | Emil Nava                   | [ 99 ]  |
| "Dance The Night"                        | 2023 | nincs                                     | Greta Gerwig                | [ 100 ] |
| "Houdini"                                | 2023 | nincs                                     | Manu Cossu                  | [ 101 ] |
| "Training Season"                        | 2024 | nincs                                     | Vincent Haycock             | [ 102 ] |
| "Illusion"                               | 2024 | nincs                                     | Tanu Muino                  | [ 103 ] |
| "Handlebars"                             | 2025 | Jennie                                    | BRTHR                       | [ 104 ] |

## Filmográfia
| Év   | Cím                  | Szerep          | Szinkronhang   | Megjegyzés         |
| ---- | -------------------- | --------------- | -------------- | ------------------ |
| 2023 | Barbie               | Barbie hableány | Cserna Lulu    | első filmes szerep |
| 2024 | Argylle: A szuperkém | LaGrange        | Mikecz Estilla |                    |

| Év               | Cím                    | Szerep                   | Megjegyzés         |
| ---------------- | ---------------------- | ------------------------ | ------------------ |
| 2024             | The Graham Norton Show | önmaga, meghívott vendég | 31. évad, 19. rész |
| 2018, 2020, 2024 | Saturday Night Live    | önmaga, meghívott énekes | három rész         |

| Év   | Kampány / Termék                                                                   | Márka              | Szerep | Referencia |
| ---- | ---------------------------------------------------------------------------------- | ------------------ | ------ | ---------- |
| 2017 | Lipa's Cremesheen Lipglass                                                         | MAC Cosmetics      | önmaga | [ 109 ]    |
| 2018 | Revlon's Live Boldly kampány                                                       | Revlon             | önmaga | [ 110 ]    |
| 2018 | SS18 reklámkapmány                                                                 | Patrizia Pepe      | önmaga | [ 111 ]    |
| 2018 | UEFA Bajnokok Ligája finálé                                                        | Pepsi              | önmaga | [ 112 ]    |
| 2018 | Dua Lipa X Jaguar                                                                  | Jaguar Cars        | önmaga | [ 113 ]    |
| 2018 | #HereToCreate kampány                                                              | Adidas             | önmaga | [ 114 ]    |
| 2018 | 23-piece kollekció                                                                 | Adidas             | önmaga | [ 115 ]    |
| 2019 | Libre's kampány                                                                    | Yves Saint Laurent | önmaga | [ 116 ]    |
| 2019 | AW19 kollekció                                                                     | Pepe Jeans         | önmaga | [ 117 ]    |
| 2021 | 'Drink True' kampány                                                               | Evian              | önmaga | [ 118 ]    |
| 2021 | "No One Is Just One Flavor" kampány                                                | Truly Hard Seltzer | önmaga | [ 119 ]    |
| 2021 | Versace 2021 ősz/tél                                                               | Versace            | önmaga | [ 120 ]    |
| 2021 | Dua Lipa x Puma's Flutur kollekció                                                 | Puma               | önmaga | [ 121 ]    |
| 2022 | Strawberry Melon Fizz, Orange Peach Fizz, Piña Colada Style and Kiwi Mojito Style. | Truly Hard Seltzer | önmaga | [ 122 ]    |
| 2022 | Dua Lipa x Puma's Flutur kollekció 2                                               | Puma               | önmaga | [ 123 ]    |
| 2022 | Libre Le Parfum 2022 kampány                                                       | Yves Saint Laurent | önmaga | [ 124 ]    |
| 2024 | Dua Lipa és a Porsche                                                              | Porsche            | önmaga | [ 125 ]    |
| 2025 | "Make Me Blush Bold" kampány                                                       | Yves Saint Laurent | önmaga | [ 126 ]    |
| 2025 | "Chanel 25 Handbag" kampány                                                        | Chanel             | önmaga | [ 127 ]    |

## Turnék

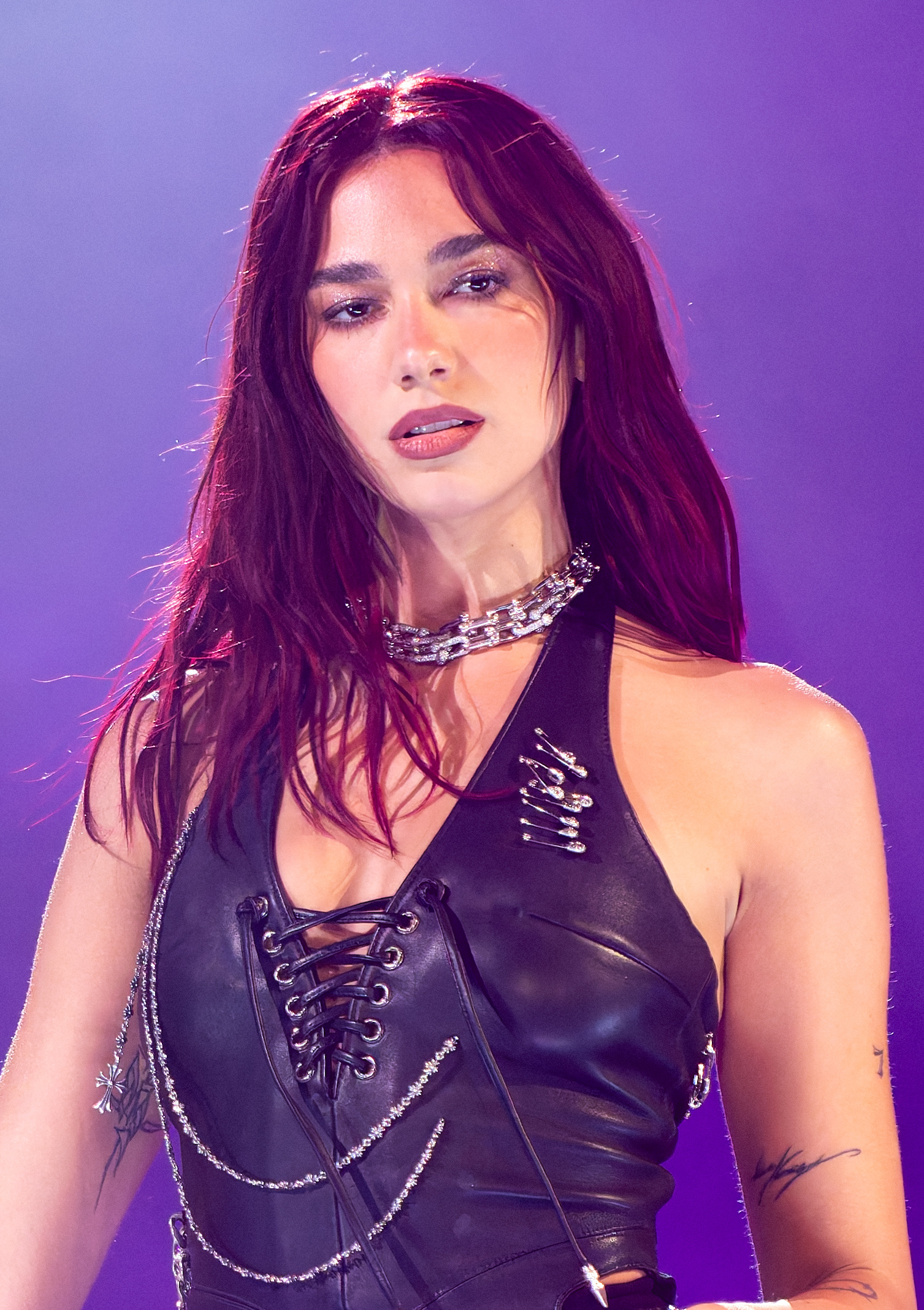
Lipa 2024-ben

### Saját
- 2016 UK Tour (2016)
- Hotter Than Hell Tour (2016)
- US and Europe Tour (2017)
- The Self-Titled Tour (2017-2018)
- Summer 2018 Festivals (2018)
- Future Nostalgia Tour (2022)
- Radical Optimism Tour (2024-2025)

### Nyitóelőadóként
- Troye Sivan: Suburbia Tour (2016)
- Bruno Mars: 24K Magic World Tour (2017–2018)
- Coldplay: A Head Full of Dreams Tour (2018)

## Magyarországi fellépései
- 2017: Zamárdi, Balaton Sound (július 8.)
- 2018: Budapest, Sziget Fesztivál (augusztus 12.)
- 2020: Budapest, Sziget Fesztivál (augusztus 5.) – törölve a Covid19-pandémia miatt[128][129]
- 2022: Budapest, Sziget Fesztivál (augusztus 10.)

## Díjak és jelölések
| Év   | Esemény                         | Díj                                                                          | Jelölt alkotás                             | Eredmény |
| ---- | ------------------------------- | ---------------------------------------------------------------------------- | ------------------------------------------ | -------- |
| 2016 | BBC                             | 2016 Hangja                                                                  | Önmaga                                     | Jelölve  |
| 2016 | MTV Europe Music Awards         | Legjobb Push Act                                                             | Önmaga                                     | Jelölve  |
| 2016 | Popjustice £20 Music Prize      | Legjobb Brit Pop Előadó                                                      | "Hotter Than Hell"                         | Jelölve  |
| 2017 | Eurosonic Noorderslag           | Európai Határátlépők Díja: Egyesült Királyság                                | Önmaga                                     | Elnyerte |
| 2017 | Eurosonic Noorderslag           | A Közönség Választása                                                        | Önmaga                                     | Elnyerte |
| 2017 | Eurosonic Noorderslag           | Az Év Legjobb Újonca                                                         | Önmaga                                     | Elnyerte |
| 2017 | Brit Awards                     | A kritikusok választása                                                      | Önmaga                                     | Jelölve  |
| 2017 | NME Awards                      | Legjobb Brit Női Énekes                                                      | Önmaga                                     | Jelölve  |
| 2017 | NME Awards                      | Legjobb Új Előadó                                                            | Önmaga                                     | Elnyerte |
| 2017 | SCTV Music Awards               | Fiatal És Ígéretes Nemzetközi Előadó                                         | Önmaga                                     | Elnyerte |
| 2017 | Glamour Awards                  | Következő Áttörés                                                            | Önmaga                                     | Elnyerte |
| 2017 | Teen Choice Awards              | Legjobb Feltörekvő Előadó                                                    | Önmaga                                     | Jelölve  |
| 2017 | BBC Radio 1's Teen Awards       | Legjobb Brit Szóló Előadó                                                    | Önmaga                                     | Elnyerte |
| 2017 | BBC Radio 1's Teen Awards       | Legjobb Szóló                                                                | "New Rules"                                | Elnyerte |
| 2017 | MTV Europe Music Awards         | Legjobb Egyesült Királysági és Írországi Előadó                              | Önmaga                                     | Jelölve  |
| 2017 | MTV Europe Music Awards         | Legjobb Új Előadó                                                            | Önmaga                                     | Elnyerte |
| 2017 | MTV Europe Music Awards         | Legjobb Megjelenés                                                           | Önmaga                                     | Jelölve  |
| 2017 | Telehit Awards                  | Feltörekvő Művészek Díja                                                     | Önmaga                                     | Jelölve  |
| 2017 | UK Music Video Awards           | Legjobb Pop Videó - Egyesült Királyság                                       | "New Rules"                                | Elnyerte |
| 2017 | UK Music Video Awards           | VEVO Ezt Látni Kell-díj                                                      | "New Rules"                                | Jelölve  |
| 2017 | BAMA Music Awards               | Legjobb BAMA Videóklip                                                       | "New Rules"                                | Jelölve  |
| 2017 | Urban Music Awards              | Legjobb Pop Előadó                                                           | Önmaga                                     | Jelölve  |
| 2017 | BBC Music Awards                | Az év Albuma                                                                 | Dua Lipa                                   | Jelölve  |
| 2017 | The Beano Awards                | Az év Pop Dala                                                               | "New Rules"                                | Jelölve  |
| 2018 | Fonogram – Magyar Zenei Díj     | Az év külföldi modern pop-rock albuma vagy hangfelvétele                     | Dua Lipa                                   | Jelölve  |
| 2018 | Wish 107.5 Music Awards         | Az év exkluzív nemzetközi művészi előadása                                   | "Blow Your Mind (Mwah)"                    | Elnyerte |
| 2018 | American Music Awards           | Legjobb Új Előadó                                                            | Önmaga                                     | Jelölve  |
| 2018 | BBC Radio 1's Teen Awards       | Legjobb Brit Szóló Előadó                                                    | Önmaga                                     | Jelölve  |
| 2018 | BreakTudo Awards                | Felemelkedő Művész                                                           | Önmaga                                     | Elnyerte |
| 2018 | BreakTudo Awards                | Legjobb Együttműködés                                                        | "One Kiss"                                 | Jelölve  |
| 2018 | Brit Awards                     | Az Év Brit Szóló Előadója                                                    | Önmaga                                     | Elnyerte |
| 2018 | Brit Awards                     | Az Év Új Előadója                                                            | Önmaga                                     | Elnyerte |
| 2018 | Brit Awards                     | Az Év Brit dala                                                              | "One Kiss"                                 | Elnyerte |
| 2018 | Bambi Awards                    | Nemzetközi Zenei Elismerés                                                   | Önmaga                                     | Elnyerte |
| 2018 | GQ Men of the Year Awards       | Az év legjobb szóló előadója                                                 | Önmaga                                     | Elnyerte |
| 2018 | GQ Men of the Year Awards       | Legjobb Új Előadó                                                            | Önmaga                                     | Elnyerte |
| 2019 | Grammy-díj                      | Az Év Legjobb Új Előadója                                                    | Önmaga                                     | Elnyerte |
| 2019 | Grammy-díj                      | Az év táncdala                                                               | Önmaga és Silk City                        | Elnyerte |
| 2020 | Billboard Women in Music        | Powerhouse Award                                                             | Önmaga                                     | Elnyerte |
| 2020 | Guinness Rekordok Könyve        | Legtöbbet eladott jegy livestreamelt koncertre szóló női előadó kategóriában | Önmaga                                     | Elnyerte |
| 2020 | Mercury-díj                     | Az év albuma                                                                 | Future Nostalgia                           | Jelölve  |
| 2020 | MTV Europe Music Awards         | Legjobb Egyesült Királysági és Írországi Előadó                              | Önmaga                                     | Jelölve  |
| 2020 | MTV Europe Music Awards         | Legjobb Előadó                                                               | Önmaga                                     | Jelölve  |
| 2020 | MTV Europe Music Awards         | Legjobb Pop                                                                  | Önmaga                                     | Jelölve  |
| 2020 | MTV Europe Music Awards         | Legjobb Dal                                                                  | "Don't Start Now"                          | Jelölve  |
| 2020 | MTV Video Music Awards          | Legjobb rendezés                                                             | "Don't Start Now"                          | Jelölve  |
| 2020 | MTV Video Music Awards          | Legjobb művészi rendezés                                                     | "Physical"                                 | Jelölve  |
| 2020 | MTV Video Music Awards          | Legjobb speciális effektek                                                   | "Physical"                                 | Elnyerte |
| 2020 | MTV Video Music Awards          | Legjobb Koreográfia                                                          | "Physical"                                 | Jelölve  |
| 2020 | MTV Video Music Awards          | A Nyár Dala                                                                  | "Break My Heart"                           | Jelölve  |
| 2020 | Nickelodeon Kids’ Choice Awards | Kedvenc Globális Zenei Csillag                                               | Önmaga                                     | Jelölve  |
| 2020 | NME Awards                      | Legjobb Brit Dal                                                             | "Don't Start Now"                          | Jelölve  |
| 2020 | NME Awards                      | Legjobb Nemzetközi Dal                                                       | "Don't Start Now"                          | Jelölve  |
| 2020 | Official Charts Company         | Hivatalos Első Helyezett Album-díj                                           | Future Nostalgia                           | Elnyerte |
| 2020 | OGAE                            | Dalfesztivál díj                                                             | "Physical"                                 | Elnyerte |
| 2020 | People’s Choice Awards          | Az Év Albuma                                                                 | Future Nostalgia                           | Jelölve  |
| 2020 | People’s Choice Awards          | Az Év Dala                                                                   | "Break My Heart"                           | Jelölve  |
| 2020 | People’s Choice Awards          | Az Év Női Előadója                                                           | Önmaga                                     | Jelölve  |
| 2020 | Popjustice £20 Music Prize      | Legjobb Brit Pop Dal                                                         | "Physical"                                 | Elnyerte |
| 2020 | UK Music Video Awards           | Legjobb Produkciódizájn                                                      | "Physical"                                 | Jelölve  |
| 2020 | UK Music Video Awards           | Legjobb Styling                                                              | "Physical"                                 | Jelölve  |
| 2020 | UK Music Video Awards           | Legjobb Vágás                                                                | "Physical"                                 | Jelölve  |
| 2020 | UK Music Video Awards           | Legjobb Pop Videóklip - Egyesült Királyság                                   | "Physical"                                 | Jelölve  |
| 2020 | UK Music Video Awards           | Legjobb Pop Videóklip - Egyesült Királyság                                   | "Break My Heart"                           | Elnyerte |
| 2020 | UK Music Video Awards           | Legjobb Fénybeállítás                                                        | "Break My Heart"                           | Jelölve  |
| 2020 | UK Music Video Awards           | Legjobb Vizuális Effektusok                                                  | "Break My Heart"                           | Jelölve  |
| 2020 | UK Music Video Awards           | Legjobb Élő Videóklip                                                        | "Don't Start Now" (Live in L.A., 2019)     | Jelölve  |
| 2020 | Urban Music Awards              | Legjobb Női Előadó                                                           | Önmaga                                     | Jelölve  |
| 2020 | Urban Music Awards              | Az Év Előadója (Egyesült Királyság)                                          | Önmaga                                     | Jelölve  |
| 2020 | Urban Music Awards              | Legjobb Videóklip                                                            | "Don't Start Now"                          | Jelölve  |
| 2021 | Grammy-díj                      | Legjobb Pop Album                                                            | Future Nostalgia                           | Elnyerte |
| 2021 | Grammy-díj                      | Az Év Albuma                                                                 | Future Nostalgia                           | Jelölve  |
| 2021 | Grammy-díj                      | Az Év Felvétele                                                              | "Don't Start Now"                          | Jelölve  |
| 2021 | Grammy-díj                      | Az Év Dala                                                                   | "Don't Start Now"                          | Jelölve  |
| 2021 | Grammy-díj                      | A Legjobb Pop Szóló Előadás                                                  | "Don't Start Now"                          | Jelölve  |
| 2021 | Grammy-díj                      | A Legjobb Pop Szóló/Duó Előadás                                              | "Un Dia" (J Balvin, Tainy, Bad Bunny)      | Jelölve  |
| 2021 | American Music Awards           | Kedvenc női előadó – Pop/Rock                                                | Önmaga                                     | Jelölve  |
| 2021 | American Music Awards           | Kedvenc dal – Pop/Rock                                                       | "Levitating"                               | Jelölve  |
| 2021 | American Music Awards           | Kedvenc album - Pop/Rock                                                     | Future Nostalgia                           | Jelölve  |
| 2021 | Billboard Music Awards          | Vezető női előadó                                                            | Önmaga                                     | Jelölve  |
| 2021 | Billboard Music Awards          | Top Hot 100 előadó                                                           | Önmaga                                     | Jelölve  |
| 2021 | Billboard Music Awards          | Vezető rádiódal-előadó                                                       | Önmaga                                     | Jelölve  |
| 2021 | Billboard Music Awards          | Vezető rádiós felvétel                                                       | "Don't Start Now"                          | Jelölve  |
| 2021 | Brit Awards                     | Brit szóló női előadó                                                        | Önmaga                                     | Elnyerte |
| 2021 | Brit Awards                     | Az év brit albuma                                                            | Future Nostalgia                           | Elnyerte |
| 2021 | Brit Awards                     | Az év brit kislemeze                                                         | "Physical"                                 | Jelölve  |
| 2021 | Guinness Rekordok Könyve        | Spotify-on havonta legtöbbet hallgatott női előadó                           | Önmaga                                     | Elnyerte |
| 2021 | Fonogram – Magyar Zenei Díj     | Az év külföldi modern pop-rock albuma vagy hangfelvétele                     | Future Nostalgia                           | Elnyerte |
| 2022 | Brit Awards                     | Az év dala                                                                   | "Cold Heart (Pnau remix)" (Elton John-nal) | Jelölve  |
| 2022 | Brit Awards                     | Legjobb Pop/R&B előadás                                                      | Önmaga                                     | Elnyerte |
| 2022 | Billboard Music Awards          | Vezető női előadó                                                            | Önmaga                                     | Jelölve  |
| 2022 | Billboard Music Awards          | Legtöbb lemezt eladó előadó                                                  | Önmaga                                     | Jelölve  |
| 2022 | Billboard Music Awards          | Legjobb nemzetközi Billboard előadó (az USA-ban is)                          | Önmaga                                     | Jelölve  |
| 2022 | Billboard Music Awards          | Top Hot 100 felvétel                                                         | "Levitating"                               | Jelölve  |
| 2022 | Billboard Music Awards          | Vezető streamelt dal                                                         | "Levitating"                               | Jelölve  |
| 2022 | Billboard Music Awards          | Legtöbb példányszámban eladott dal                                           | "Levitating"                               | Jelölve  |
| 2022 | Billboard Music Awards          | Vezető rádiós dal                                                            | "Levitating"                               | Elnyerte |
| 2022 | Billboard Music Awards          | Top Billboard nemzetközi 200-as felvétel                                     | "Levitating"                               | Jelölve  |
| 2022 | Billboard Music Awards          | Legjobb dance/elektronikus felvétel                                          | "Cold Heart (Pnau remix)" (Elton John-nal) | Elnyerte |
| 2023 | Brit Awards                     | Legjobb Pop/R&B előadás                                                      | Önmaga                                     | Jelölve  |
| 2024 | Golden Globe-díj                | Legjobb eredeti dal                                                          | "Dance the Night"                          | Jelölve  |
| 2024 | Grammy-díj                      | Az év dala                                                                   | "Dance the Night"                          | Jelölve  |
| 2024 | Grammy-díj                      | Grammy-díj a legjobb vizuális média számára írt dalnak                       | "Dance the Night"                          | Jelölve  |
| 2024 | Brit Awards                     | Az év dala                                                                   | "Dance the Night"                          | Jelölve  |
| 2024 | Brit Awards                     | Az év brit előadója                                                          | Önmaga                                     | Jelölve  |
| 2024 | Brit Awards                     | Legjobb pop előadás                                                          | Önmaga                                     | Elnyerte |
| 2025 | Brit Awards                     | Az év brit albuma                                                            | Radical Optimism                           | Jelölve  |
| 2025 | Brit Awards                     | Az év dala                                                                   | "Training Season"                          | Jelölve  |
| 2025 | Brit Awards                     | Az év brit előadója                                                          | Önmaga                                     | Jelölve  |
| 2025 | Brit Awards                     | Legjobb pop előadás                                                          | Önmaga                                     | Jelölve  |

## Fordítás
- Ez a szócikk részben vagy egészben  a   Dua Lipa című angol Wikipédia-szócikk fordításán alapul.  Az eredeti cikk szerkesztőit annak laptörténete sorolja fel. Ez a jelzés csupán a megfogalmazás eredetét és a szerzői jogokat jelzi, nem szolgál a cikkben szereplő információk forrásmegjelöléseként.